# Образ (психологія)
Образ у психології — це переживання, яке здебільшого значно нагадує переживання зорового сприйняття якогось об'єкта, події чи сцени, але відбувається тоді, коли відповідний об'єкт, подія чи сцена фактично відсутній у почуттях. Іноді бувають епізоди, особливо під час засинання та пробудження, коли мислені образи швидкого і мимовільного характеру не піддаються сприйняттю, являючи собою калейдоскопічне поле, в якому не можна розрізнити жодного об'єкта. Мислені образи іноді можуть створювати ефекти, викликані уявною поведінкою або досвідом.
Природа цих переживань — те, що робить їх можливими, та їх функції (якщо такі є) тривалий час були предметом досліджень та суперечок у філософії, психології, когнітивній науці та нейробіології. Як кажуть сучасні дослідники, мислені образи можуть містити інформацію з будь-якого джерела сенсорного введення: людина може відчувати слухові образи, нюхові образи тощо. Проте більшість філософських та наукових досліджень цієї теми зосереджено на візуальних мислених образах. Іноді вважають, що, подібно до людей, деякі види тварин здатні переживати мислені образи, але через інтроспективну природу цього явища практично немає доказів ні на користь, ні проти цієї точки зору.
Філософи Джордж Берклі та Девід Х'юм і ранні психологи Вільгельм Вундт та Вільям Джеймс розуміли ідеї загалом як мислені образи. Сьогодні дуже поширена думка, що багато образів діють як мисленнєві подання (або мисленнєві моделі), відіграючи важливу роль у пам'яті та мисленні. Вперше фразу «мислений образ» у науковому контексті використано 1870 року в промові Джона Тіндаля «Наукове використання уяви». Деякі дослідники припускають, що образи найкраще розуміти як форму внутрішнього, мисленнєвого чи нейронного подання; у разі гіпнагогічних та гіпнакомпічних образів вони взагалі не є репрезентативними. Інші відкидають думку, що переживання образу може бути ідентичним (або безпосередньо викликаним) будь-яким подібним поданням у розумі або мозку, не беручи до уваги нерепрезентативні форми образів.

## Фізична основа
Біологічна основа уявного образу остаточно не вивчена. Дослідження з використанням фМРТ показали, що латеральне колінчасте тіло та первинна зорова кора (V1) активуються під час виконання уявних образних завдань. Верхні ділянки мозку також можуть надсилати зорову інформацію назад нейронам у нижні ділянки зорової кори. ПЕТ-сканування показало, що коли випробовувані, сидячи в кімнаті, уявляють, що вони стоять біля вхідних дверей і починають ходити або вліво, або вправо, активація починається в зоровій корі, тім'яній частці та префронтальній корі — всіх вищих когнітивних процесингових центрах мозку. Зачатки біологічної основи для уявного погляду перебувають у глибших частинах мозку під неокортексом, у центрі сприйняття. Таламус обробляє всі форми перцептивних даних, що передаються як із нижніх, так і з верхніх областей мозку. Його пошкодження може завдати незворотної шкоди сприйняттю реальності, проте, коли пошкоджується кора головного мозку, мозок адаптується завдяки нейропластичності, виправляючи будь-які оклюзії для сприйняття. Існує думка, що неокортекс — це складне сховище пам'яті, в якому дані, отримані як вхідні дані від сенсорних систем, поділяються через кору головного мозку.
Не всі люди мають однакову здатність до внутрішнього сприйняття. Для багатьох, коли очі заплющені, переважає сприйняття темряви. Однак деякі люди здатні сприймати яскраві, динамічні образи. Використання галюциногенних препаратів підвищує здатність суб'єкта свідомо отримувати доступ до візуального, слухового та інших каналів сприйняття. Шишкоподібна залоза є гіпотетичною основою мисленнєвого погляду. Дослідники вважають, що під час клінічної смерті залози виділяють галюциногенну речовину диметилтриптамін (ДМТ), щоб створити внутрішні візуальні ефекти за відсутності зовнішніх сенсорних даних, проте цю гіпотезу ще не повністю підтверджено нейрохімічними даними та правдоподібним механізмом вироблення ДМТ.
Стан, у якому людині бракує уявних образів, називається афантазією. Поширеними прикладами мислених образів є мрії наяву та мисленнєва візуалізація, яка відбувається під час читання книги, образи в умі, які спортсмени викликають під час тренування або перед змаганням, описуючи кожен крок, який вони зроблять для досягнення своєї мети. Коли музикант чує пісню, він іноді може «бачити» ноти пісні в своїй голові, а також чути їх з усіма тональними якостями. Виклик образу в нашій свідомості може бути добровільним актом, він різною мірою залежить від свідомого контролю.
На думку психолога і когнітивіста Стівена Пінкера, переживання світу представлено в нашій свідомості у вигляді мислених образів. Ці мислені образи можуть асоціюватися і порівнюватися з іншими, і можуть бути використані для синтезу абсолютно нових образів. З цього погляду мислені образи дозволяють нам формувати уявлення про те, як улаштований світ, формулюючи ймовірні послідовності мислених образів у нашій голові без необхідності безпосередньо переживати цей результат. Чи мають інші істоти таку здатність — питання спірне.
Існує кілька теорій про те, як мислені образи формуються в умі. До них належать теорія подвійного кодування, пропозиційна теорія та гіпотеза функціональної еквівалентності. Згідно з теорією подвійного кодування, яку створив Аллан Пайвіо 1971 року, ми використовуємо два окремих коди для подання інформації в нашому мозку: коди образів і вербальні коди. Наприклад, якщо людина думає про зображення собаки, почувши слово «собака» — це образний код, а якщо думає про саме слово — це вербальний код. Інший приклад — різниця між значеннями абстрактних слів, як-от справедливість чи любов, і конкретних слів, як-от слон чи стілець. Коли ми думаємо про абстрактні слова, легше думати про них у термінах словесних кодів — знаходити слова, які їх визначають чи описують. Пропозиційна теорія передбачає зберігання образів у вигляді загального пропозиційного коду, який зберігає сенс поняття, а не сам образ. Коди пропозицій можуть бути або описовими, або символьними. Потім вони переносяться назад у вербальний та візуальний код, щоб сформувати мислений образ. Гіпотеза функціональної еквівалентності у тому, що мислені образи є «внутрішніми поданнями», які працюють так само, як реальне сприйняття фізичних об'єктів. Іншими словами, образ собаки, що виникає під час читання слова «собака», інтерпретується так само, як коли людина дивиться на справжнього собаку перед собою.

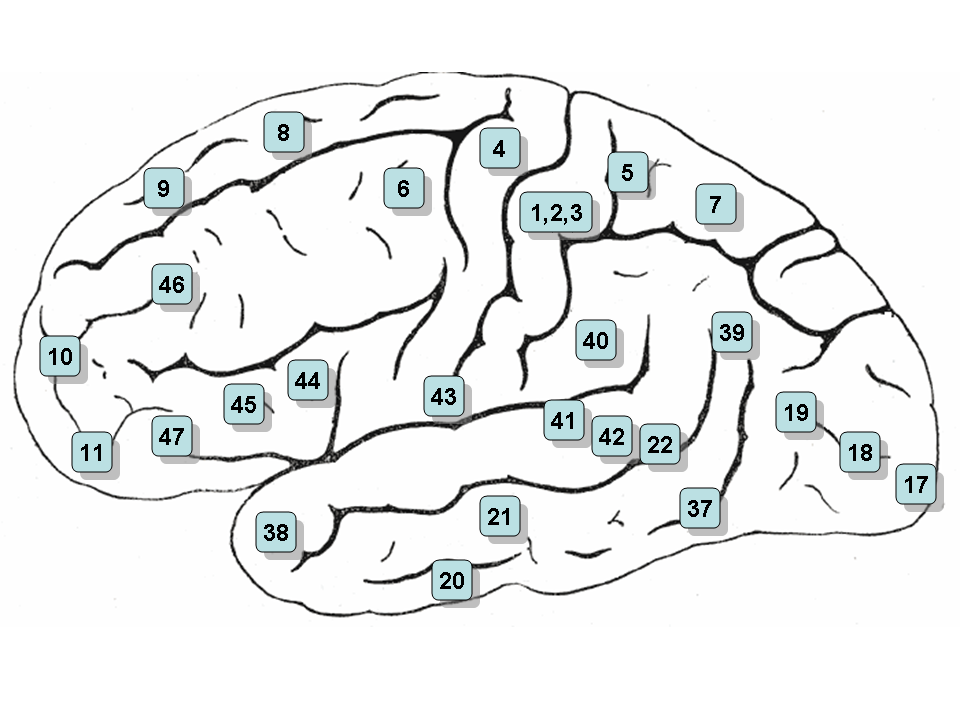
Бічна поверхня мозку з пронумерованими полями Бродмана.

Проведено дослідження щодо визначення специфічного нейронного кореляту образів, які показали багато результатів. Більшість досліджень, опублікованих до 2001 року, припускають, що нейронні кореляти візуальних образів відбуваються в зоровій корі. Слухові образи спостерігалися у премоторних ділянках та полі Бродмана 40. Слухові образи в цілому виникають у скроневій ділянці, що дозволяє маніпулювати зображеннями, обробляти та зберігати слухові функції. Дослідження нюхових образів показує активацію в передній і задній грушоподібній корі; люди з розвиненим нюхом мають більшу сіру речовину, пов'язану з нюховими ділянками. Встановлено, що тактильні образи виникають у префронтальній ділянці, нижній лобовій звивині, лобовій звивині, острівцевій частці, прецентральній звивині та медіальній лобовій звивині з активацією базальних гангліїв у вентральному задньомедіальному ядрі і лушпині. Дослідження смакових образів виявляють активацію в острівцевій частці, оперкулумі та префронтальній корі. Метааналіз нейровізуалізаційних досліджень виявив значну активацію двобічної дорсальної тім'яної, внутрішньої острівцевої та лівої нижньої лобової ділянок мозку. Вважалося, що образи збігаються зі сприйняттям; однак учасники з пошкодженими рецепторами модальності іноді можуть сприймати образи цих рецепторів. Нейробіологію дослідження образів використовували для спілкування з непритомними людьми за допомогою активування фМРТ різних нейронних корелятів образів. Дослідження, проведене на одному пацієнті з видаленою потиличною часткою, показало, що горизонтальна ділянка його зорового образу зменшилася.

## Нейронні субстрати зорових образів
Візуальні образи — це здатність створювати мислені подання речей, людей і місць, які відсутні в полі зору індивіда. Ця здатність має вирішальне значення для вирішення завдань та проблем, роботи пам'яті та просторового мислення. Нейробіологи виявили, що образи та сприйняття мають багато спільних нейронних субстратів, або ділянок мозку, таких як зорова кора та вищі зорові ділянки, які діють однаково як під час створення образів, так і під час сприйняття. Нижня зорова кора, ділянки 17, 18 та 19 активуються під час візуальних образів. Вчені виявили, що інгібування цих областей за допомогою повторюваної транскраніальної магнітної стимуляції призводить до порушення зорового сприйняття й образності. Крім того, дослідження хворих із ураженням, показали, що зорові образи та зорове сприйняття мають однакову репрезентативну організацію. Це помічено в пацієнтів, у яких порушене сприйняття також відчуває дефіцит зорових образів на тому ж рівні мисленнєвого подання.
Є докази, що спростовують думку про те, що зорові образи та зорове сприйняття спираються на ту саму репрезентативну систему. Піддослідним був 33-річний чоловік із зоровою агнозією, набутою після автомобільної аварії. Цей недолік заважав йому розпізнавати об'єкти та точно відтворювати їх. Дивно, але його здатність добувати точні об'єкти з пам'яті вказувала на те, що його візуальні образи були недоторканими і нормальними. Крім того, він успішно виконував інші завдання, що вимагають візуальних образів для судження про розмір, форму, колір та композицію. Ці результати суперечать попереднім дослідженням, оскільки вони припускають, що існує часткова дисоціація між зоровими образами та зоровим сприйняттям. Піддослідний продемонстрував дефіцит сприйняття, не пов'язаний із відповідним дефіцитом зорових образів, вказуючи те що, що ці два процеси мають системи мисленнєвих подань, які не можуть бути повністю опосередковані одними й тими самими нервовими субстратами.

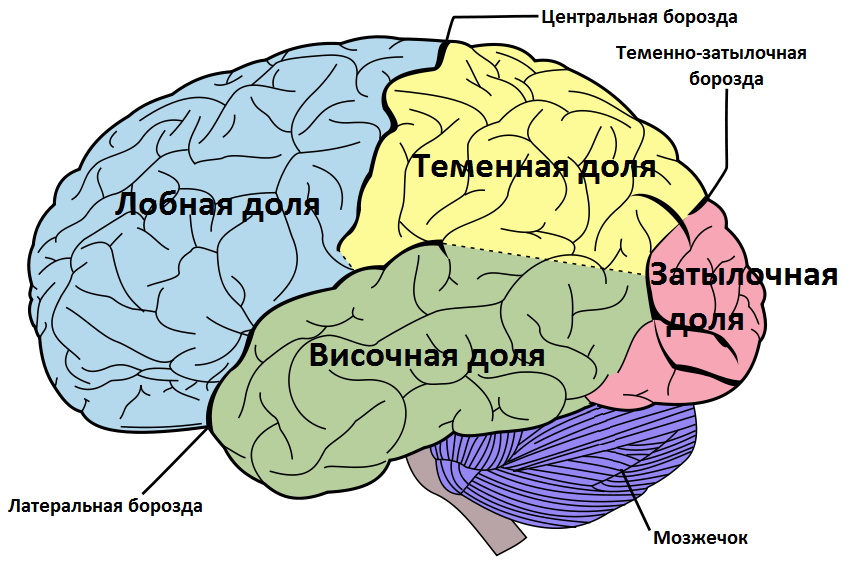
Частки півкуль великого мозку

2013 року дослідники провели функціональний МРТ-аналіз ділянок, що активуються під час маніпулювання зоровими образами. Вони виявили 11 двобічних кортикальних та підкіркових областей, які виявляли підвищену активацію при маніпулюванні зоровим образом порівняно з тим, коли зоровий образ просто підтримувався. Ці ділянки включали ділянки потиличної частки та вентрального потоку, дві ділянки тім'яної частки, задню тім'яну кору, а також три ділянки лобової частки: лобові поля очей, дорсолатеральну префронтальну кору та префронтальну кору. Через ймовірну їх участь у робочій пам'яті та увазі автори припускають, що ці тім'яні та префронтальні ділянки, а також потиличні ділянки є частиною мережі, що бере участь у маніпуляції зоровими образами. Ці результати припускають низхідну активацію зорових ділянок у візуальних образах.
Використання динамічного каузального моделювання для визначення зв'язності кортикальних мереж продемонструвало, що активація мережі, яка передає візуальні образи, ініціюється активністю префронтальної кори та задньої тім'яної кори. Генерування об'єктів із пам'яті спричинило активацію префронтальної та задньої тім'яної ділянок, які потім через зворотний зв'язок активують раніші зорові ділянки. Виявлено також, що активація префронтальної кори та задньої тім'яної кори бере участь у видобуванні подань об'єктів із довготривалої пам'яті, їх підтримці в робочій пам'яті та увазі під час візуальних образів. Так, дослідники припустили, що мережа, яка передає зорові образи, складається з механізмів уваги, що виникають у задній тім'яній корі та префронтальній корі. Яскравість зорових образів — найважливіший компонент здатності людини виконувати когнітивні завдання, які потребують образності. Яскравість зорових образів різна як між індивідами, але й у межах індивіда. Дослідники виявили, що варіація яскравості візуальних образів залежить від ступеня перекриття нейронних субстратів візуальних образів із субстратами візуального сприйняття. Виявилося, що перекриття між образами та сприйняттям у всій зоровій корі, тім'яній прекунеальній частці, правій тім'яній корі та медіальній лобовій корі передбачає яскравість мисленнєвого подання. Вважається, що активовані ділянки поза зорових областей керують специфічними для образів процесами, а не візуальними процесами, спільними зі сприйняттям. Припускають, що медіальна лобова кора бере участь у вилученні та інтегруванні інформації з тім'яної та зорової областей під час роботи пам'яті та зорових образів. Права тім'яна кора, мабуть, відіграє важливу роль в увазі, зоровому контролі та стабілізації мисленнєвих подань. Таким чином, нейронні субстрати зорових образів та сприйняття перекриваються в ділянках за межами зорової кори, і ступінь цього перекриття у цих ділянках корелює з яскравістю мисленнєвих подань під час зображання.

## В експериментальній психології
Когнітивні психологи та когнітивні нейробіологи емпірично перевірили деякі філософські питання, пов'язані з тим, як людський мозок використовує уявні образи у пізнанні.
Однією з теорій розуму, яка розглядалася в цих експериментах, була філософська метафора «мозок як послідовний комп'ютер» 1970-х років. Психолог Зенон Пилишин теоретизував, що людський розум опрацьовує мислені образи, розкладаючи їх на математичні вирази, що лежать у основі. Роджер Шепард і Жаклін Метцлер кинули виклик цій точці зору, надавши піддослідним двовимірні лінійні малюнки груп тривимірних блокових «об'єктів» і попросивши їх визначити, чи є цей «об'єкт» тим самим, що й друга фігура, деякі з котрих обертаються навколо першого «об'єкта». Шепард і Метцлер припустили, що якщо ми розкладаємо, а потім подумки відтворюємо об'єкти на основі математичних виразів, як припускав тодішній домінівний погляд на пізнання як послідовний цифровий комп'ютер, то можна було б очікувати, що час, необхідний для визначення того, є об'єкт тим самим чи ні, не залежатиме від того, наскільки об'єкт повернуто. Шепард і Метцлер виявили протилежне: лінійну залежність між кутом повороту в задачі мисленого образу і часом, який знадобився учасникам, щоб отримати відповідь.
Це відкриття мисленнєвого обертання показало, що людський розум підтримує та маніпулює мисленими образами як топографічним та топологічним цілим, що швидко перевірили психологи. Стівен Косслін та його колеги показали в серії експериментів з нейровізуалізації, що мислений образ об'єкта, на зразок букви «F», відображається, підтримується й обертається в ділянках зорової кори людини як образне ціле. Більш того, робота Коссліна показала, що існує значна схожість між нейронними відображеннями уявних та сприйманих стимулів. Автори цих досліджень дійшли висновку, що хоча нейронні процеси, які вони вивчали, спираються на математичні та обчислювальні основи, мозок також постійно обчислює серію топологічно обґрунтованих зображень, а не математичну модель об'єкта. Недавні дослідження в галузі неврології та нейропсихології, присвячені мисленим образам, ще більше поставили під сумнів теорію «розум як послідовний комп'ютер», стверджуючи натомість, що мислені образи людини виявляються як візуально, так і кінестетично. Наприклад, кілька досліджень показали, що люди повільніше обертають лінійні малюнки таких об'єктів, як руки, у напрямах, несумісних із суглобами людського тіла, і що пацієнти з болючими, пошкодженими руками повільніше обертають лінійні малюнки руки з боку пошкодженої руки. Деякі психологи, зокрема й Косслін, стверджують, що такі результати виникають через інтерференцію між різними системами мозку, які обробляють зорові та моторні мислені образи. Наступні нейровізуалізаційні дослідження показали, що інтерференцію між руховою та зоровою образною системами може викликати те, що вони фізично обробляють реальні тривимірні блоки, склеєні разом, щоб сформувати об'єкти, подібні до зображених на лінійчатих малюнках. Коли до лінійчатих креслень тривимірних блокових фігур Шепарда і Метцлера додавалася циліндрична «голова», учасники швидше та точніше вирішували мисленнєві завдання обертання.
У міру того, як когнітивна нейробіологія шукала підходи до мислених образів, дослідження розширилися від питань послідовного, паралельного чи топографічного опрацювання до питань взаємозв'язку між мисленими образами та перцептивними поданнями. Для перевірки гіпотези про те, що мислений образ є відновленням мозкових подань з пам'яті, які зазвичай активуються при сприйнятті зовнішнього стимулу, використовувалися як томографія мозку, так і нейропсихологічні дослідження пацієнтів. Іншими словами, якщо сприйняття яблука активує контурні та просторові подання, а також подання форми та кольору в зоровій системі мозку, то уявлення яблука активує деякі або всі ці подання, використовуючи інформацію, що зберігається в пам'яті. Перші докази цієї ідеї прийшли з нейропсихології. Пацієнти з пошкодженням мозку, яке погіршує сприйняття певним чином, наприклад, спотворюючи форму або колір об'єктів, як правило, мають аналогічні порушення мислених образів. Дослідження функціювання нормального людського мозку підтверджують цей же висновок, показуючи активність у зорових ділянках мозку, тоді як суб'єкти уявляли візуальні об'єкти та сцени. Численні дослідження привели до відносного консенсусу в когнітивній науці, психології, нейробіології та філософії щодо нейронного статусу мислених образів. У цілому дослідники сходяться на думці, що, хоча всередині голови немає гомункула, який спостерігає ці мислені образи, наш мозок формує та підтримує їх як образоподібні цілі. Проблема того, як саме ці образи зберігаються та керуються в людському мозку, зокрема в мові та комунікації, залишається плідною галуззю досліджень.
Одна з найтриваліших тем дослідження мисленого образу заснована на тому факті, що люди повідомляють про великі індивідуальні відмінності у яскравості своїх образів. Для оцінки таких відмінностей розроблено спеціальні опитувальники, зокрема опитувальник яскравості візуальних образів (VVIQ) Девіда Маркса. Лабораторні дослідження показали, що повідомлювані суб'єктивно варіації яскравості образів пов'язані з різними нейронними станами в мозку, а також з різними когнітивними здібностями, такими як здатність точно згадувати інформацію, наведену на картинках.
Нещодавні дослідження показали, що індивідуальні відмінності у показниках VVIQ можна використати для прогнозування змін у мозку людини під час візуалізації різних видів діяльності. Для вивчення зв'язку між ранньою активністю зорової кори відносно всього мозку, коли учасники візуалізували себе або іншу людину, що робить жим лежачи або піднімається сходами, використали функціональну магнітно-резонансну томографію (фМРТ). Виразна яскравість зображення значно корелює з відносним сигналом фМРТ в зоровій корі. Отже, індивідуальні відмінності в яскравості візуальних образів можна виміряти об'єктивно.

## Мислені образи в процесі навчання та тренування
Дослідження стилів навчання виходять із ідеї мислених образів. Люди часто проходять процес навчання, який використовує візуальні, слухові та кінестетичні системи досвіду. Навчання в декількох сенсорних системах, що перекриваються, посилює ефект і користь, і вони заохочують вчителів використовувати контент і засоби масової інформації, які добре поєднуються з візуальними, слуховими і кінестетичними системами, коли це можливо. Також досліджувався вплив досвіду мислених образів на швидкість навчання. Наприклад, подання гри на піаніно з п'ятьма пальцями (мислена практика) призвело до значного поліпшення продуктивності порівняно з відсутністю мисленої практики — хоч і не такого значного, як результат фізичної практики.

## Візуалізація та гімалайські традиції
В цілому, буддизм ваджраяни, бон і тантра використовують складні візуалізаційні або імагінальні (названі так Джин Г'юстон у трансперсональній психології) процеси в побудові мислеформ ідам, тибетської тантричної практики, а також у традиціях янтри, тхангки і мандали, де утримання в уяві повністю реалізованої форми є необхідною умовою перед створенням «справжнього» нового твору мистецтва, який забезпечить священну підтримку або фундамент для божества.

## Ефект заміщення
Мислені образи можуть виступати як уявний досвід: уявне переживання може викликати такі ж когнітивні, фізіологічні та/або поведінкові наслідки, як і відповідне переживання в реальності. Задокументовано принаймні чотири класи таких ефектів:
1. Уявним переживанням приписується така сама доказова цінність, як і речовим доказам.
2. Ментальна практика може дати такі самі переваги, як і фізична.
3. Уявне споживання їжі може зменшити її фактичне споживання.
4. Уявне досягнення мети може знизити мотивацію до реального досягнення мети.